# گرودک ژاندووه
گرودک ژاندووه (به لهستانی:  Gródek Rządowy) یک روستا در لهستان است که در گمینا اوبرته واقع شده‌است.